# Chris Cutler

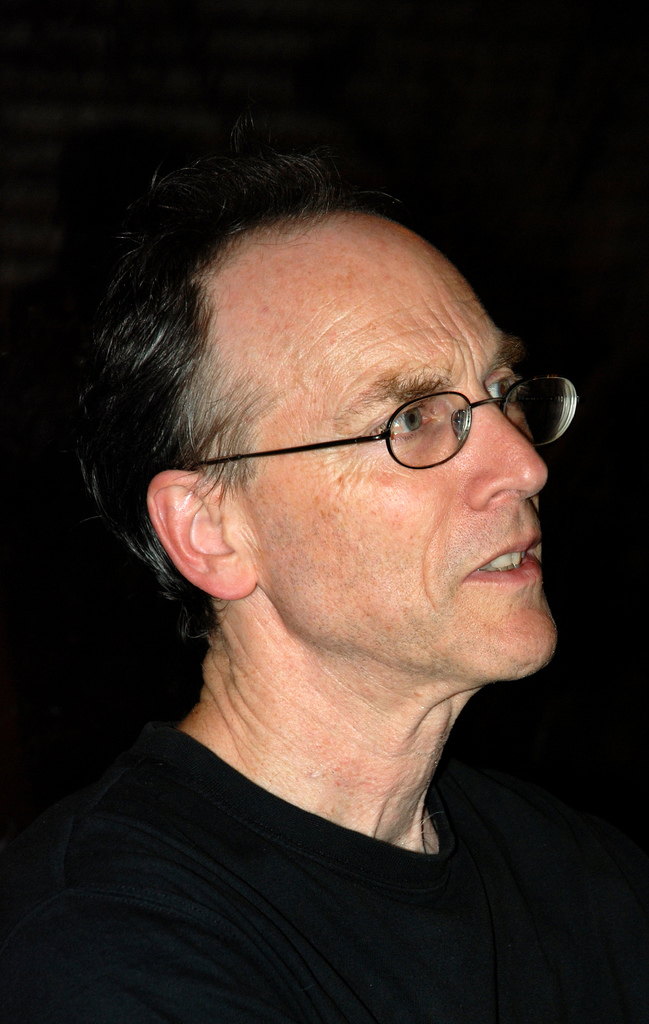
Chris Cutler, listopad 2007

Chris Cutler (ur. 4 stycznia 1947 w Waszyngtonie) – angielski perkusista, kompozytor, autor tekstów piosenek, producent muzyczny, wydawca i teoretyk muzyki.
Znany głównie ze współpracy z brytyjską grupą awangardowego rocka Henry Cow, grał również w innych zespołach, m.in. Art Bears, The Residents, News from Babel, Pere Ubu i Gong. Współpracuje z wieloma muzykami, m.in. takimi jak Fred Frith, Dagmar Krause, Lindsay Cooper, Zeena Parkins i Peter Blegvad. W 1978, po rozwiązaniu Henry Cow, założył niezależną wytwórnię płytową Recommended Records, obecnie pod nazwą ReR Megacorp.
Autor licznych esejów nt. muzyki popularnej i awangardowej, w tym książki "File Under Popular" (wydanie polskie: "O muzyce popularnej", Wydawnictwo Zielona Sowa, Kraków, 1999, ISBN 83-7220-078-5).